# Laki (etnia)
Término genérico para varios grupos étnicos que suman más de 100.000 individuos y viven en la península suroriental de Célebes, en Indonesia, entre los cuales de incluyen los aseraguanua, labeau, mekonga, mogüegüe, tamboki y güigüerano. 
Están estrechamente emparentados con los mori, de quienes aparentemente se separaron, y son predominantemente musulmanes, aunque los ritos relativos al culto a los antepasados han sobrevivido. Se dedican al cultivo de arroz y sagú y a la caza del venado.
Antiguamente los laki eran temidos caníbales que con frecuencia comían el cerebro de sus víctimas. Se cree que el nombre laki, literalmente "hombres grandes", se refiere a su reputación como cazadores de cabezas.
- Datos: Q9020084